# Pont de Sant Antoni de la Grella
Der Pont de Sant Antoni de la Grella ist eine romanische Bogenbrücke innerhalb der Gemeinde La Massana im Fürstentum Andorra.
Die romanische Brücke aus dem Mittelalter ist eine einfache Konstruktion mit einem Segmentbogen und Keilsteinen. Die Brücke ist  rund 21 Meter lang und hat eine maximale Höhe von 5,55 Meter über dem Normalniveau des Flusses Valira. Bevor die Straße Carretera general 3 in den 1940er-Jahren gebaut wurde, verband sie Andorra la Vella mit La Massana. Die Brücke befindet sich in der Nähe der Kirche Sant Antoni de la Grella.
Das Bauwerk ist auf Grundlage des Gesetzes über das kulturelle Erbe Andorras vom 12. Juni 2003 als Denkmal Nº 61 geschützt. Eine baugleiche größere Bogenbrücke aus dem 14. Jahrhundert ist die Pont de la Margineda, die sich ebenfalls in La Massana befindet.